# Гарсес, Ренсо
Ренсо Ренато Гарсес Мори (исп. Renzo Renato Garcés Mori; род. 12 июня 1996, Пукальпа) — перуанский футболист, защитник клуба «Альянса Лима» и сборной Перу.

## Клубная карьера
Гарсес — воспитанник клуба «Универсидад Сан-Мартин». 16 августа 2014 года в матче против «Куско» он дебютировал в перуанской Примере. 17 мая 2016 года в поединке против «Комерсиантес Унидос» Ренсо забил свой первый гол за «Универсидад Сан-Мартин». В начале 2017 года Гарсес перешёл в «Спортинг Кристал». 19 февраля в матче против «Универсидад Сан-Мартин» он дебютировал за новую команду. В 2018 году Ренсо помог клубу выиграть чемпионат. В начале 2019 года Гарсес на правах аренды перешёл в «Универсидад Сесар Вальехо». 16 февраля в матче против «Депортиво Бинасьональ» он дебютировал за новую команду. 14 апреля в поединке против «Аякучо» Ренсо забил свой первый гол за «Универсидад Сесар Вальехо». По окончании аренды клуб выкупил трансфер игрока.
В начале 2024 года Гарсес перешёл в «Альянса Лима». 29 января в матче против «Универсидад Сесар Вальехо» он дебютировал за новый клуб.

## Международная карьера
В 2013 году в составе юношеской сборной Перу Гарсес принял участие в юношеском чемпионате Южной Америки в Аргентине. На турнире он сыграл в матчах против команд Боливии, Чили, Аргентины, Парагвая, Венесуэлы, Уругвая и Бразилии. В поединках против чилийцев, парагвайцев и бразильцев забил по голу.
В 2015 году в составе молодёжной сборной Перу Гарсес принял участие молодёжном чемпионате Южной Америки в Уругвае. На турнире он сыграл в матчах против команд Эквадора, Парагвая, Боливии, Колумбии, Бразилии и дважды Аргентины.
В 2015 году Гарсес в составе олимпийской сборной Перу принял участие в Панамериканских играх в Канаде. На турнире он сыграл в матче против Канады.
16 января 2022 года в товарищеском матче против сборной Панамы Гарсес дебютировал за сборную Перу.
В 2021 года Гарсес принял участие в Кубке Америки в Бразилии. На турнире он был запасным и на поле не вышел.

## Достижения
Клубные
 «Спортинг Кристал»
- Победитель перуанской Примеры — 2018